# Der Perlmuttknopf
Der Perlmuttknopf (Originaltitel: El botón de nácar) ist ein Dokumentarfilm von Patricio Guzmán. Der Film ist nach Nostalgia de la luz (oder Heimweh nach den Sternen / Nostalgie des Lichts, 2010) der zweite Teil seiner Dokumentarfilm-Trilogie über die Geschichte Chiles, die er mit Die Kordillere der Träume (La cordillera de los sueños, 2019) abschloss. Der Film lief im Wettbewerb der Internationalen Filmfestspiele Berlin 2015 und erhielt dort den Silbernen Bären für das beste Drehbuch. Der Kinostart in Deutschland war am 10. Dezember 2015.

## Handlung
Guzmán bezieht sich im Film auf den Ozean an der 4300 Kilometer langen Küste Chiles und verwebt seine persönlichen Erinnerungen metaphorisch mit historischen Versatzstücken aus der blutigen Historie des Landes von der Ausrottung der indigenen Völker bis hin zu den Massakern des Pinochet-Regimes. Das Meer absorbiert alle Stimmen der Erde sowie die des Weltraums, es erhält Impulse von den Sternen und überträgt sie auf lebende Organismen. Es birgt zudem das Geheimnis der Perlmuttknöpfe, die auf dem Grund gefunden wurden. Chiles eindrucksvolle Landschaft bietet Vulkane, Berge und Gletscher, erfüllt von den Stimmen der Ureinwohner Patagoniens, der englischen Seeleute und der politischen Gefangenen.

## Kritik
Der Filmdienst urteilt, in der „beeindruckenden Kombination aus ungewöhnlichen Natur- und Landschaftsbildern, alten Schwarz-Weiß-Fotografien der indigenen Bevölkerung Patagoniens und philosophischen Off-Kommentaren klingen grundsätzliche Fragen nach der menschlichen Natur und ihrer Bestimmung an“.

## Auszeichnungen
Der Film erhielt insgesamt 10 Auszeichnungen sowie 5 Nominierungen. Neben dem Silbernen Bären gewann der Film bei der Berlinale auch den Preis der Ökumenischen Jury. Weitere Auszeichnungen sind etwa eine lobende Erwähnung bei der Verleihung des Human Rights Award beim Bergen International Film Festival sowie der Jury-Preis beim Philadelphia Film Festival.